# Knoxia
Knoxia es un género con 13 especies de plantas con flores del orden Gentianales de la familia Rubiaceae. Se encuentra en África, Asia y Australia.

## Taxonomía
El género fue descrito por Carlos Linneo y publicado en Species Plantarum 1: 104. 1753. La especie tipo es: Knoxia zeylanica L. 

## Especies seleccionadas
- Knoxia brachycarpa
- Knoxia brasiliensis
- Knoxia brunonis
- Knoxia congesta
- Knoxia corymbosa